# Reinhold Lopatka

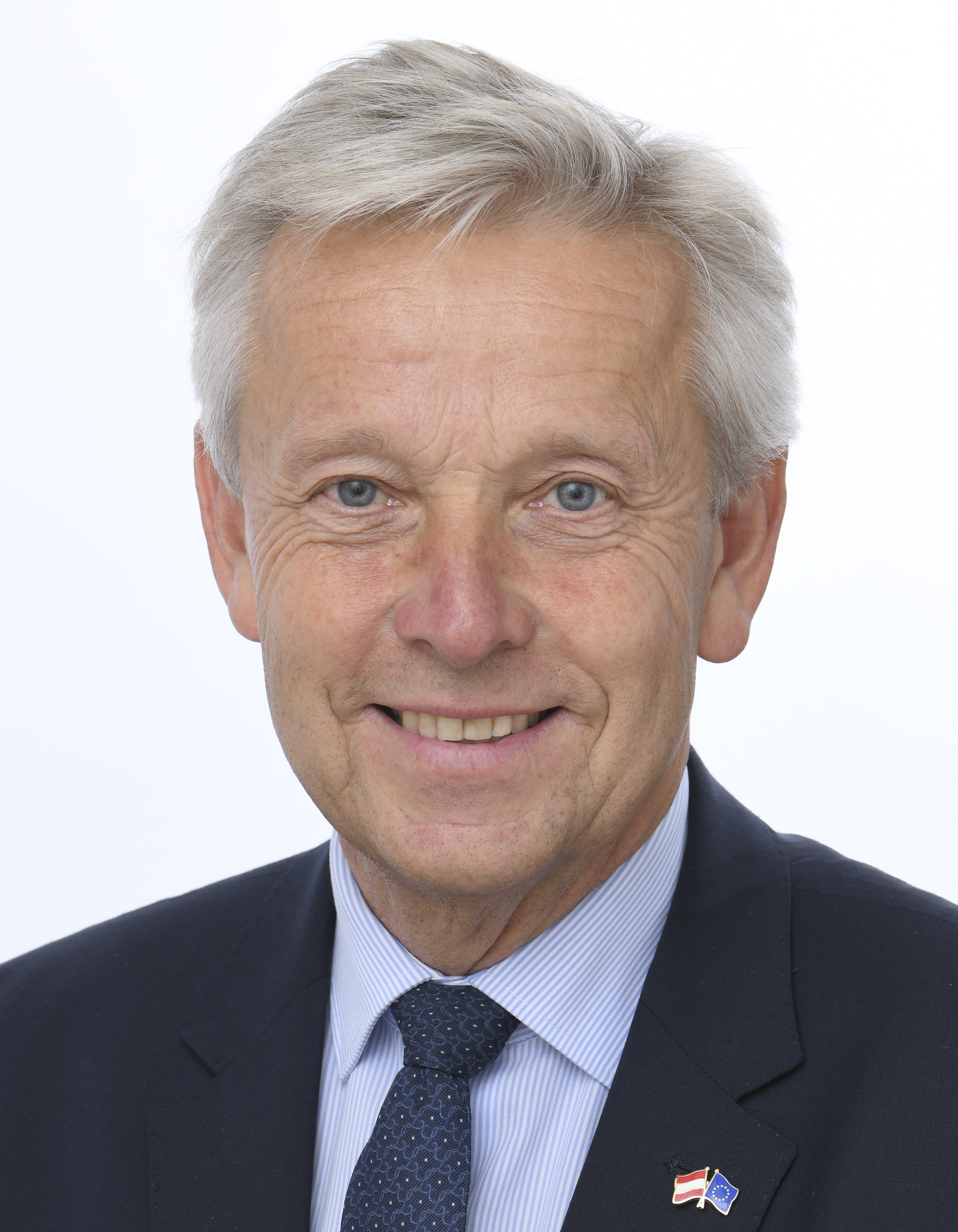
Reinhold Lopatka (2024)

Reinhold Lopatka (* 27. Jänner 1960 in Vorau, Steiermark) ist ein österreichischer Politiker der ÖVP. Von Dezember 2013 bis November 2017 war er Obmann des ÖVP-Parlamentsklubs. Er war Leiter der österreichischen Delegation der Parlamentarischen Versammlung des Europarates und Spitzenkandidat seiner Partei für die Europawahl 2024. Seit dem 16. Juli 2024 ist er Mitglied des Europäischen Parlaments.

## Leben
Reinhold Lopatka besuchte nach der Volksschule Dechantskirchen das neusprachliche Gymnasium Oberschützen, wo er 1978 maturierte. Im Jahr 1982 wurde Lopatka nach dem Studium der Rechtswissenschaften und der Theologie an der Universität Graz zum Doktor iuris promoviert. Schon in seiner Jugend- und Studienzeit als Schüler- und Studentenvertreter aktiv, wurde er schließlich 1986 in den steirischen Landtag gewählt. Während seiner Schulzeit trat er 1975 der KÖStV Asciburgia in Oberschützen bei und gründete 1976 die KÖStV Festenburg in Hartberg, beide im Mittelschüler-Kartell-Verband (MKV). Er war zudem auch Sprecher der Amnesty-International-Gruppe 122. Im Jahre 2005 verlieh ihm die katholische Studentenverbindung KÖStV Babenberg Graz im Österreichischen Cartellverband (ÖCV) ihr Ehrenband, und seit 2013 ist er Ehrenmitglied bei einer KAV Capitolina Rom im Cartellverband der katholischen deutschen Studentenverbindungen (CV).
Lopatka ist seit 1983 verheiratet und hat drei Söhne. Sein Bruder Eduard Lopatka ist Arzt und betreute auch das Team des Österreichischen Skiverbands (ÖSV). Im Zusammenhang mit strafrechtlichen Ermittlungen gegen diesen wurde 2017 Reinhold Lopatkas damalige Rolle als führender Politiker der Österreichischen Volkspartei (ÖVP) Gegenstand von Medienberichten auch außerhalb Österreichs.
Von 1993 bis 2001 war Reinhold Lopatka steirischer ÖVP-Landesgeschäftsführer, von 2000 bis 2003 Klubobmann der Steirischen Volkspartei im Landtag. Für die Nationalratswahl 2002 managte er für die Bundes-ÖVP den Wahlkampf; diese legte deutlich hinzu (15,2 Prozent mehr Stimmen als 1999) und wurde wieder mandatsstärkster Klub im Nationalrat. Wolfgang Schüssel, damaliger Bundesparteiobmann der ÖVP, holte daher Lopatka in die Bundespartei und ernannte ihn 2003 zum Generalsekretär. Im selben Jahr wurde er als Abgeordneter in den Nationalrat gewählt. In die Bundesregierung Gusenbauer (2007/2008) wurde er als Staatssekretär im Bundeskanzleramt entsandt, wo er das Ressort Sport betreute, in die folgende Bundesregierung Faymann I als Staatssekretär im Bundesministerium für Finanzen. Im Zuge der Regierungsumbildung im April 2011 schied er aus der Regierung aus und nahm sein Nationalratsmandat wieder ein. Im Oktober 2011 wurde er außenpolitischer Sprecher seiner Partei. Am 11. September 2012 trat er als Staatssekretär im Außenministerium nochmals in die Regierung Faymann I ein und gehörte ihr bis zur Demissionierung nach der Nationalratswahl 2013 an. Am 12. Dezember 2013 wurde Reinhold Lopatka in einer geheimen Wahl als erster Steirer mit 98 Prozent zum Obmann des ÖVP-Parlamentsklubs gewählt. Von 2004 bis 2022 war er Landesparteiobmannstellvertreter der Steirischen Volkspartei und von 2004 bis 2015 Vizepräsident der Politischen Akademie der ÖVP. 2010 übernahm er die Präsidentschaft der Österreichisch-Australischen Gesellschaft, zudem ist er Rechnungsprüfer der Europäischen Volkspartei (EVP), Vizepräsident des Österreichischen Behindertensportverbandes (ÖBSV) und Präsident des Instituts für Umwelt, Friede und Entwicklung. Von 2014 bis Juli 2017 war er Bundesparteiobmann-Stellvertreter der ÖVP.
2015 warb Klubobmann Lopatka drei Mandatare des Teams Stronach (TS) und 2017 einen der NEOS für den ÖVP-Parlamentsklub im Nationalrat an. Hierdurch erhöhte sich dessen Abgeordnetenstand von 47 (Nationalratswahl 2013) auf 51, und man rückte bis auf ein Mandat an die SPÖ heran (52 Mandatare). Dieses Manöver rief Kritik aller anderen im Nationalrat vertretenen Parteien hervor.
Reinhold Lopatka war von 2019 bis 2022 in der Interparlamentarischen Union (IPU), der Parlamente von 179 Staaten angehören, Vorsitzender der „High-Level Advisory Group on Countering Terrorism and Violent Extremism“. In der Parlamentarischen Versammlung der Organisation für Sicherheit und Zusammenarbeit in Europa (OSZE) war er von 2020 bis 2024 Vorsitzender des „Anti-Terrorismus-Komitees“ und von 2021 bis 2024 Vizepräsident. Von 2022 bis 2024 war Lopatka Sonderbeauftragter für den parlamentarischen Dialog zur Ukraine der Parlamentarischen Versammlung der OSZE. Ebenfalls von 2022 bis 2024 war er Vorsitzender des Koordinierungsmechanismus des UNO-Büros gegen Terrorismus, in dem parlamentarische Versammlungen weltweit zusammenarbeiten. Von 2023 bis 2024 war er Vizepräsident und Obmann des Unterausschusses für den Nahen Osten und die arabische Welt der Parlamentarischen Versammlung des Europarates.
Im Juni 2021 wurde Reinhold Lopatka in Anerkennung seiner Verdienste zur Stärkung der bilateralen Beziehungen zwischen Italien und Österreich – insbesondere auf parlamentarischer Ebene – das Ehrenzeichen „Commendatore all'Ordine del Merito della Repubblica Italiana“ verliehen. Wegen der COVID-19-Pandemie erfolgte die Übergabe erst im Mai 2023.
Lopatka, der 100 Marathonläufe absolviert hat, wurde 2003 Parlamentarier-Weltmeister auf dieser Distanz und 2005 Parlamentarierweltmeister beim Halbmarathon (21,1 Kilometer).
Zudem ist er Ehrenritter des habsburgischen St.-Georgs-Ordens und Mitglied des Kuratoriums des SK Sturm Graz.
Für die Europawahl 2024 wurde er ÖVP-Spitzenkandidat. Im Juni 2024 wurde Lopatka zum Delegationsleiter der ÖVP-Delegation im Europaparlament der 10. Wahlperiode gewählt. Sein Nationalratsmandat ging an Kerstin Fladerer.
Seit Juli 2024 ist Lopatka Delegationsleiter des Europäischen Parlaments für die Arabische Halbinsel.

## Auszeichnungen (Auszug)
- Großes Silbernes Ehrenzeichen am Bande für Verdienste um die Republik Österreich[26] (2010)
- Ehrenritter des habsburgischen St.-Georgs-Ordens
- „Commendatore all'Ordine del Merito della Repubblica Italiana“ der Italienischen Republik